# Côte de Ningaloo
La côte de Ningaloo est une côte située en Australie-Occidentale. Elle a été reconnue site du patrimoine mondial en 2011.

## Sites
En plus du parc marin de Ningaloo, le site comprend aussi le parc national de la Chaîne du Cap, les parcs côtiers Jurabi et Bundegi, les îles Muiron ainsi la zone de gestion marine qui l'entoure et le Learmonth Air Weapons Range.